# Metopoceras caspica
Metopoceras caspica là một loài bướm đêm trong họ Noctuidae.